# اوليأ (تايباد)
اولیأ (بالفارسية:روستای اولیاء) هي إحدى القرى التابعة لـ ريف بايين ولايت في قسم مركزي من مقاطعة تايباد، في محافظة خراسان رضوي الإيرانية.

## السكان
- حسب إحصاءات سنة 2006، بلغ إجمالي السكان في هاذهي القرية الإيرانية 18 نسمة وعدد المساكن 5 مسكن.[1]

## وصلات خارجية
- إدارة مقاطعة تايباد
- بلدية تايباد
- إدارة تعليم تايباد